# Ralph Klassen
Ralph Leo Klassen (* 15. September 1955 in Humboldt, Saskatchewan; † 3. August 2020 in Kinley, Saskatchewan) war ein kanadischer Eishockeyspieler, der im Verlauf seiner aktiven Karriere zwischen 1970 und 1983 unter anderem 523 Spiele für die California Golden Seals, Cleveland Barons, Colorado Rockies und St. Louis Blues in der National Hockey League auf der Position des Centers bestritten hat.

## Karriere
Klassen verbrachte seine Juniorenzeit zwischen 1970 und 1975 über fünf Spielzeiten bei den Saskatoon Blades in der Western Canada Hockey League und spielte dort bereits als 15-Jähriger regelmäßig im Stammkader. Der Stürmer konnte in diesem Zeitraum zwar keine Titel mit der Mannschaft gewinnen, erreichte in seiner letzten Spielzeit mit dem Team aber die Finalserie um den President’s Cup, in der die Blades den New Westminster Bruins unterlagen. Mit 28 Scorerpunkten in 17 Playoff-Einsätzen – den meisten unter allen Spielern – hatte Klassen dabei einen maßgeblichen Anteil am Finaleinzug. Insgesamt sammelte er im Verlauf der fünf Jahre 320 Scorerpunkte in 350 Spielen, davon 311 Punkte in 286 Einsätzen in seinen letzten vier Spielzeiten in der Liga. Aufgrund des großen Talents des Spielmachers wurde er schließlich sowohl im NHL Amateur Draft 1975 an dritter Gesamtposition von den California Golden Seals aus der National Hockey League als auch im WHA Amateur Draft 1975 an fünfter Position der ersten Runde von den Cleveland Crusaders aus der mit der NHL konkurrierenden World Hockey Association ausgewählt.
Der Angreifer entschied sich daraufhin einen Vertrag bei den California Golden Seals zu unterschreiben und debütierte zu Saisonbeginn zunächst in deren Farmteam, den Salt Lake Golden Eagles, aus der Central Hockey League im Profibereich. Nach vier Einsätzen und sechs Scorerpunkten wurde er jedoch in die NHL zu den Golden Seals beordert. In seinem Rookiejahr absolvierte Klassen 71 Spiele für das Franchise aus dem kalifornischen Oakland und punktete dabei 21-mal. Dies sollte jedoch zugleich seine letzte Saison für die Golden Seals sein, da das Franchise im Sommer 1976 nach Cleveland im Bundesstaat Ohio umzog. Somit spielte der Kanadier fortan für die Cleveland Barons, die ihn bis zum Januar 1978 beschäftigten, ehe sie ihn gemeinsam mit Fred Ahern und im Tausch für Rick Jodzio und Chuck Arnason an die Colorado Rockies abgaben. Bei den Rockies beendete Klassen die Saison 1977/78 und bestritt auch die folgende – mit der Ausnahme von 18 Spielen für das Farmteam Philadelphia Firebirds aus der American Hockey League – dort in der NHL.
Im Juni 1979 folgte schließlich eine zweitägige Wechsel-Odyssee für den Mittelstürmer. Zunächst wurde er, als Folge, dass er von den Colorado Rockies ungeschützt gelassen worden war, am 13. Juni im NHL Expansion Draft 1979 von den neu in die Liga aufgenommenen Hartford Whalers ausgewählt. Diese transferierten ihn tags darauf im Tausch für Terry Richardson zu den New York Islanders, die ihn wiederum umgehend in einem weiteren Transfer zwischen drei Teams abgaben. Klassen wurde zu den St. Louis Blues geschickt, während die Islanders damit einen Transfer, in den fünf Tage zuvor Barry Gibbs, Terry Richardson und später im August auch Tom Williams involviert waren, kompensierten. Bei den St. Louis Blues fand Klassen für die folgenden vier Jahre eine neue sportliche Heimat. Im Laufe der Zeit verzichtete das Trainerteam aber immer öfter auf die Dienste des Angreifers, sodass er im Verlauf der Saison 1982/83 nach sieben Jahren wieder in der CHL und abermals für die Salt Lake Golden Eagles zum Einsatz kam. Nach fünf NHL-Einsätzen für die St. Louis Blues zum Beginn der Spielzeit 1983/84 beendete der 28-Jährige seine Karriere im Oktober 1983 vorzeitig.
Klassen, der nach seinem Rückzug aus dem aktiven Sport mehr als 30 Jahre für die Canada Post arbeitete, verstarb im August 2020 im Alter von 64 Jahren an den Folgen einer Krebserkrankung.

### International
Auf internationaler Ebene spielte Klassen für sein Heimatland bei der Junioren-Weltmeisterschaft 1975 in Kanada und den Vereinigten Staaten sowie zwei Jahre später für die A-Nationalmannschaft bei der Weltmeisterschaft 1977 in der österreichischen Hauptstadt Wien. Dabei gewann er bei der Junioren-Weltmeisterschaft, wo die Kanadier durch ein All-Star-Team der Western Canada Hockey League vertreten wurde, die Silbermedaille. Die Weltmeisterschaft 1977 schloss die kanadische Auswahl auf dem vierten Rang ab, wobei Klassen mit sechs Scorerpunkten bei zehn Einsätzen ein gutes Turnier spielte.

## Erfolge und Auszeichnungen
- 1975 Topscorer der WCHL-Playoffs
- 1975 Silbermedaille bei der Junioren-Weltmeisterschaft

## Karrierestatistik

### International
Vertrat Kanada bei:
- Junioren-Weltmeisterschaft 1975
- Weltmeisterschaft 1977

(Legende zur Spielerstatistik: Sp oder GP = absolvierte Spiele; T oder G = erzielte Tore; V oder A = erzielte Assists; Pkt oder Pts = erzielte Scorerpunkte; SM oder PIM = erhaltene Strafminuten; +/− = Plus/Minus-Bilanz; PP = erzielte Überzahltore; SH = erzielte Unterzahltore; GW = erzielte Siegtore; 1 Play-downs/Relegation; Kursiv: Statistik nicht vollständig)